# Majdan Nesaleschnosti
Koordinaten: 50° 27′ 0″ N, 30° 31′ 27″ O
Der Majdan Nesaleschnosti (ukrainisch Майдан Незалежності [maɪ̯ˈdan nezaˈlɛʒnosci]; russisch Площадь Независимости Ploschtschad Nesawissimosti; deutsch „Platz der Unabhängigkeit“ bzw. „Unabhängigkeitsplatz“) ist der zentrale Platz der ukrainischen Hauptstadt Kiew. Er wird meist kurz Majdan genannt. 
Der Platz wird durch den Chreschtschatyk (eine mehrspurige Hauptverkehrsstraße) in einen nördlichen und einen südlichen Teil getrennt. Beide Teile des Platzes sind durch das unterirdische Einkaufszentrum „Globus“ sowie durch die Unterführung der Metrostation „Majdan Nesaleschnosti“ miteinander verbunden. 
Auf dem Majdan fanden während der Revolution auf Granit (2. bis 17. Oktober 1990) Massenproteste statt. Diese endeten, als der damalige Ministerpräsident der USSR, Witalij Massol, zurückgetreten war. 

Der Majdan war nach der Präsidentschaftswahl am 21. November 2004 das Zentrum des politischen Protestes gegen den Wahlbetrug, durch den Wiktor Janukowytsch zum Wahlsieger gemacht worden war. Nach wochenlangen friedlichen Protesten wurde die Stichwahl am 26. Dezember 2004 wiederholt. Der westlich orientierte Wiktor Juschtschenko gewann diese Wahl. Die Orange Revolution verlief unblutig und machte den Majdan weltbekannt. 
Er war von November 2013 bis Ende Februar 2014 Mittelpunkt (der nach ihm benannten) teils blutigen Euromaidan-Proteste. Auch im Rahmen des Russisch-Ukrainischen Krieges ab 2014 wurde der Majdan immer wieder erwähnt.

## Geschichte
Die Geschichte des heutigen Majdan begann in der Mitte des 19. Jahrhunderts, als an dieser Stelle die ersten Steingebäude Kiews errichtet wurden. Zunächst hieß er „Chreschatyki“, ab 1871 dann, aufgrund des in seiner Mitte gebauten Gebäudes des Stadtrates (Duma) „Dums'ka“. Nach der Oktoberrevolution wurde der Platz in „Sowjetska“ umbenannt und ab 1935 hieß er „Kalinin-Platz“.
Die deutschen Besatzer benannten den Platz während der Besatzungszeit von 1941 bis zum 6. November 1943 nach dem Tag der Eroberung Kiews durch die Wehrmacht als „Platz des 19. Septembers“. Wie das gesamte Stadtzentrum Kiews wurde auch der heutige Majdan während des Zweiten Weltkrieges schwer zerstört. Auch das Gebäude der Duma war schwer beschädigt und wurde nicht wieder aufgebaut. Der Platz wurde nun im Stil der Sowjetarchitektur völlig neu gestaltet.
Zum sechzigsten Jahrestag der Oktoberrevolution wurde 1977 auf der Südseite des Platzes ein monumentales Denkmal der Großen Sozialistischen Oktoberrevolution errichtet, welches nach dem Zerfall der Sowjetunion 1991 wieder abgetragen wurde. Von 1977 bis 1991 hieß der heutige Majdan „Platz der Oktoberrevolution“. Zum 10. Jahrestag der Unabhängigkeit der Ukraine, am 24. August 2001, wurde der Majdan erneut grundlegend umgestaltet.

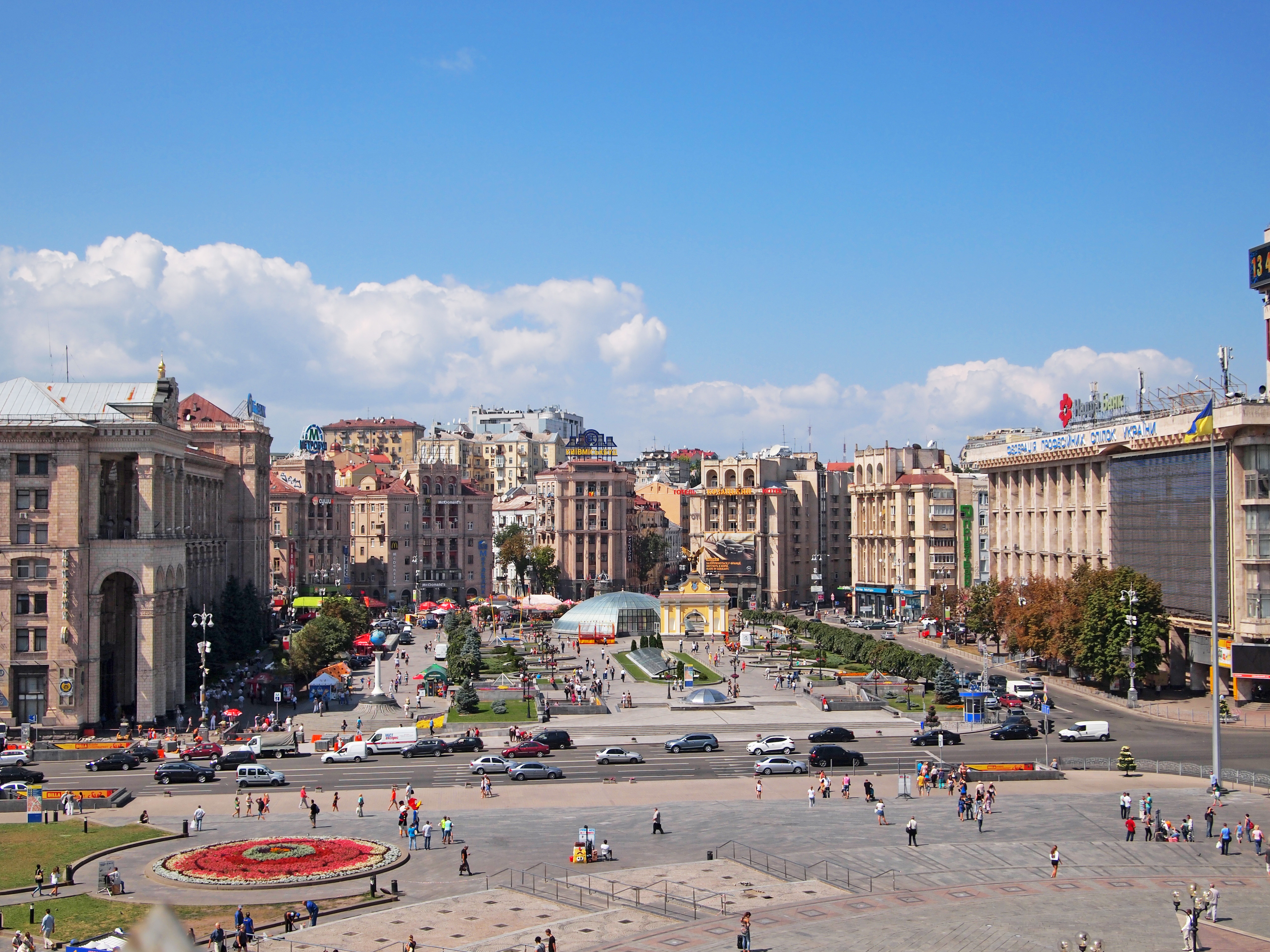
Der nördliche Majdan

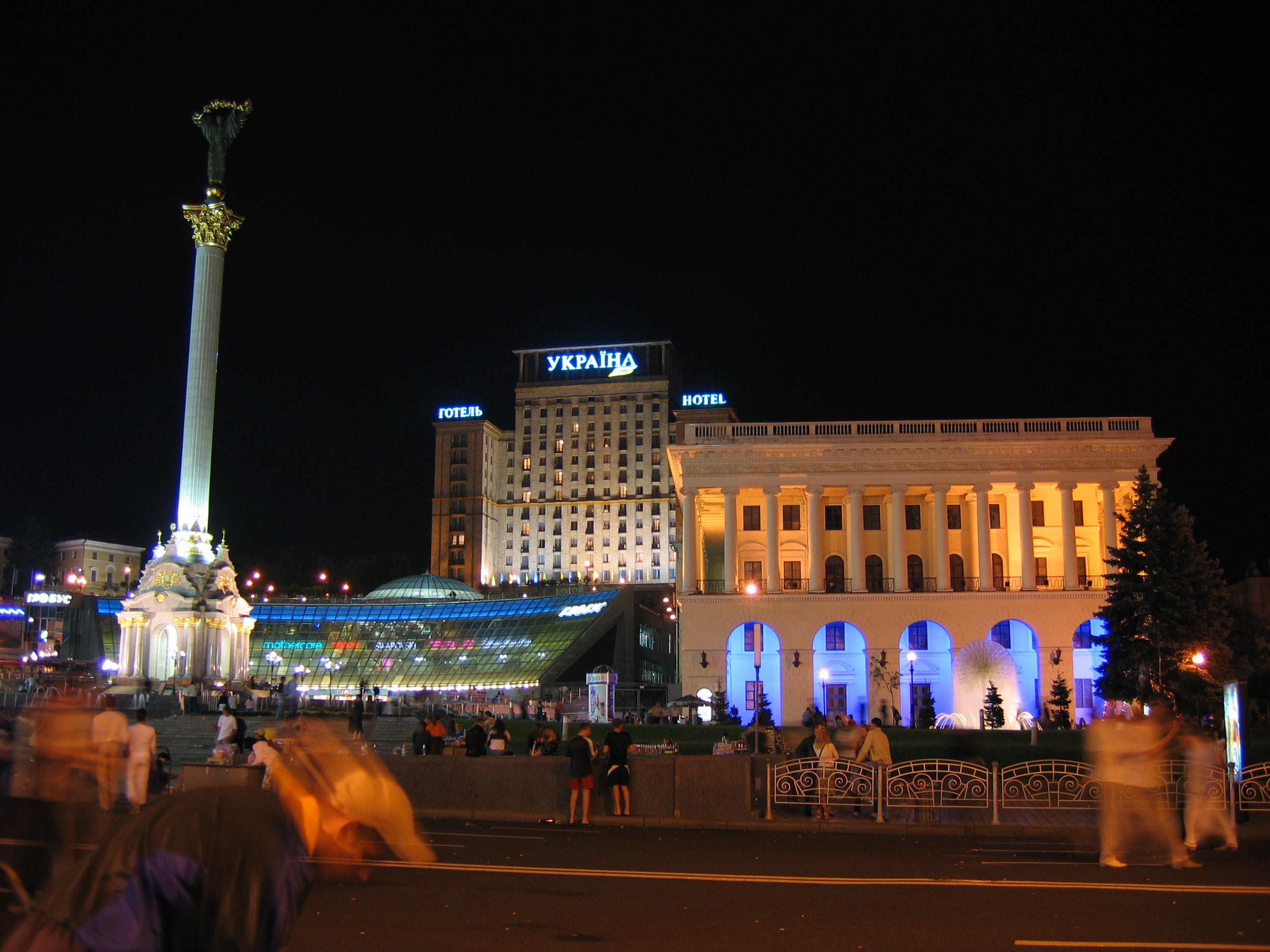
Die Westseite des südlichen Majdan mit Hotel Ukrajina und Nationaler Musikakademie

Während der Kämpfe des Euromaidan im Februar 2014 wurde der Platz teilweise verwüstet, das Haus der Gewerkschaften brannte aus.
Anfang August 2014 begannen die Behörden den bis dahin immer noch von Demonstranten besetzten Platz unter Gegenwehr der Besetzer zu räumen.

## Bebauung des Platzes

### Nördlicher Majdan
Die halbovale Nordseite wird von sieben Gebäuden im Stalin-Stil des sowjetischen Realismus (auch sozialistischer Klassizismus genannt) umrahmt. Fünf Straßen gehen von dieser Platzseite ab, unter anderem zur Sophienkathedrale und zum Michaelkloster. Direkt am Chreschtschatyk befinden sich das Haus der Gewerkschaften und das Kiewer Hauptpostamt. Auf der Nordseite des Platzes befinden sich ebenfalls mehrere Springbrunnen, sowie das 2001 neu errichtete Ljadski-Tor mit der Bronzeskulptur des Erzengels Michael, des Schutzpatrons der Stadt.

### Südlicher Majdan
Die Südseite des Platzes hat einen Durchmesser von 70 Metern und ist mit Granitplatten in Form eines ukrainischen Stickereimusters gepflastert. In seiner Mitte befindet sich das 63 Meter hohe Unabhängigkeitsdenkmal der Ukraine. Dahinter liegt ein dreistöckiger Glaspalast in der Form eines Halbkreises, der ein Einkaufszentrum beherbergt. Auf dem Hang darüber thront das 16-stöckige Hotel „Ukrajina“ (bis 2001 Hotel „Moskwa“). Dekoriert ist der Platz mit Blumenrabatten und drei Springbrunnen, von denen der Brunnen der Stadtgründer mit den Statuen der vier legendären Gründer Kiews, Kyj, Schtschek, Choryw und Lybid, geschmückt ist. Über dem Platz weht die ukrainische Nationalflagge. An der Westseite wird der Platz flankiert vom Gebäude der Nationalen Musikakademie der Ukraine, davor das Kosak-Mamaj-Denkmal, die Ostseite an der sich ein großer TV-Bildschirm befindet, gibt den Blick auf den Oktober-Palast frei.